# Burg Wiesbach
Die Burg Wiesbach ist die Ruine einer Höhenburg bei dem Ort Wiesbach in der Verbandsgemeinde Zweibrücken-Land im Landkreis Südwestpfalz in Rheinland-Pfalz. Die Burg befindet sich auf dem Schlosskopf, einem niedrigen (320 m ü. NN) Bergkegel nordöstlich von Wiesbach.

## Geschichte
Über die Wiesbacher Burg gibt es ebenso wie über die mittelalterliche Kirche keine direkten Zeugnisse, weshalb Aussagen zu Entstehung und Funktion schwierig sind. Die Anlage dürfte zwischen 1150 und 1250 entstanden sein. Ihre erhöhte Lage auf einem steilen Felsvorsprung und der nördlich verlaufende tiefe Halsgraben lassen an Verteidigungszwecke denken, wie sie die Grenzlage des Dorfs erforderten. Wiesbach gehörte in südwestlicher Grenzlage zum Kaiserslauterer Reichsland, die ursprüngliche südliche und südwestliche Gemarkungsgrenze deckte sich mit der Grenze der aus dem Reichsland hervorgegangenen Herrschaft Landstuhl, wie sie im ältesten Nansteiner Weistum beschrieben wird. Funktionen im zivil-administrativen Bereich legt ein Brief König Adolfs von Nassau (1292 – 1298) vom 24. Oktober 1297 nahe, in dem von jährlichen Einnahmen de officiis nostris in Laupach et in Wisebach, also von den königlichen Ämtern in Labach und Wiesbach die Rede ist. Das Amt in Wiesbach kann dabei mit den 24 Hufen oder Huben in Verbindung gebracht werden, eigenständigen landwirtschaftlichen Betriebseinheiten, die am Anfang der Dorfgeschichte stehen und für deren vor allem fiskalische Verwaltung das officium zuständig gewesen sein dürfte. Allerdings bleibt mangels Quellen offen, wer die dort tätigen Funktionsträger waren. Bei der Vertauschung Wiesbachs an Pfalz-Zweibrücken im Oktober 1589 wurden Amt und Burg nicht mehr erwähnt, hatten also ihre Bedeutung bereits eingebüßt.
Das erste neuzeitliche Dokument, welches die Burgruine ausdrücklich nennt, ist das pfalz-zweibrückische Waldkommissionsprotokoll vom Februar 1717, in dem die herrschaftlichen und Gemeindewaldungen im Oberamt Zweibrücken beschrieben sind. Es beruht auf Untersuchungen und Vermessungen, die unter maßgeblicher Beteiligung des Renovators und späteren Kammerrats und Baudirektors Jonas Eriksson Sundahl zwischen 1710 und 1712 vorgenommen worden waren. Zum Wiesbacher Burgwald heißt es dort: […] stoßt vorn auff einen alten burg Wovon die Rudera, absonderl. der tieffe Graben so in dem felsen eingehauen zu sehen. Bereits damals waren die Überreste weitgehend verwachsen.
1921 wurden bei Ausgrabungsarbeiten Reste des Wohnturms und eines Halsgrabens freigelegt.